# Kupellonura proberti
Kupellonura proberti là một loài chân đều trong họ Hyssuridae. Loài này được Wägele miêu tả khoa học năm 1985.